# Panneau routier d'indication d'un lieu aménagé pour le stationnement gratuit en France
Le panneau d'indication de lieu aménagé pour le stationnement gratuit, codifié C1a, est, en France, un panneau de signalisation carré à fond bleu, bordé d’un listel blanc, portant en son centre une lettre P blanche. Il indique à l’usager de la route que l'espace situé au-delà du panneau est un lieu aménagé pour le stationnement.

## Histoire

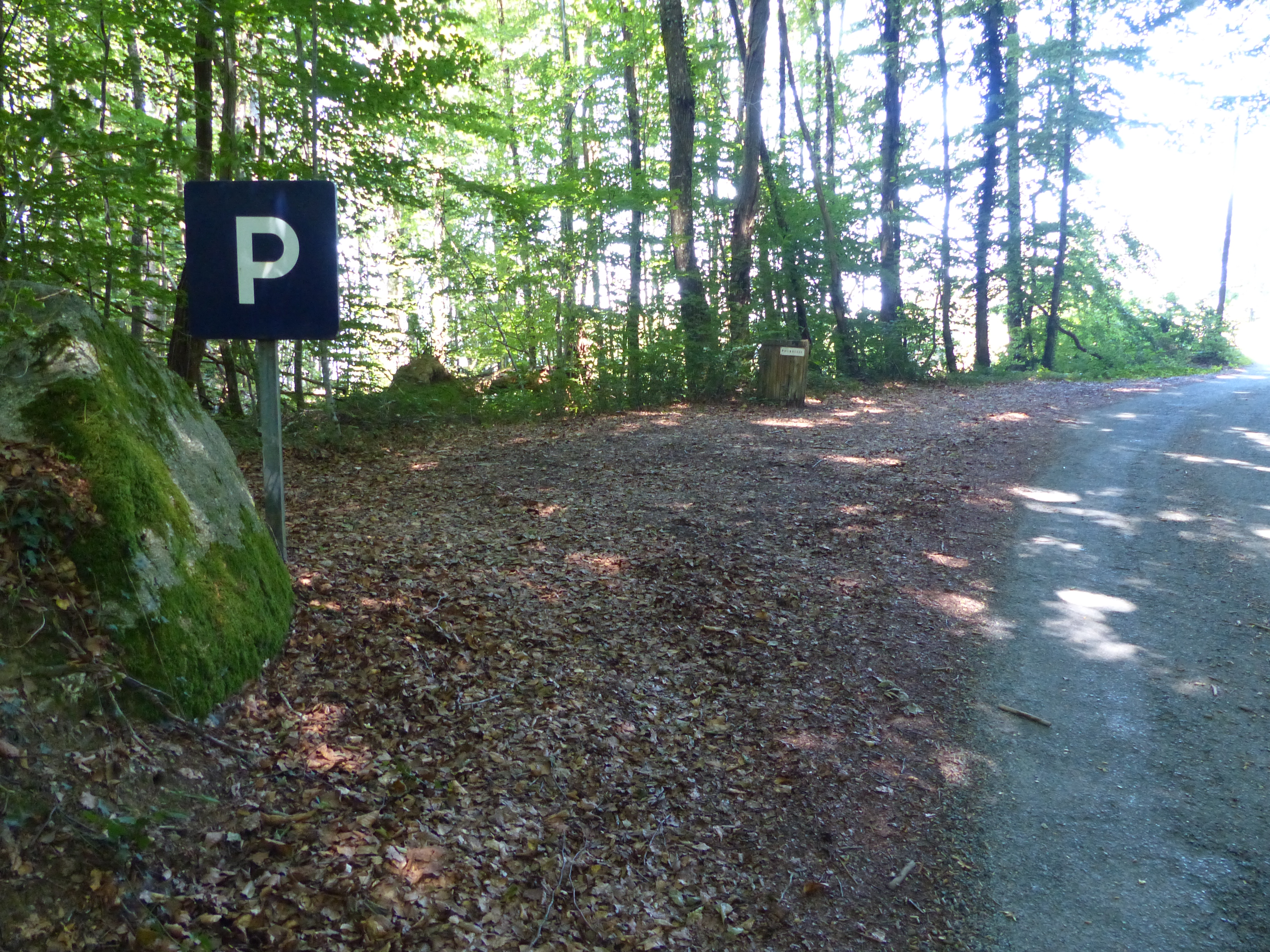
Ancien panneau C1 d'avant l'arrêté du 13 juin 1979.

## Usage

### Aire en agglomération
En agglomération, la signalisation d’un lieu aménagé pour le stationnement gratuit situé en dehors de la chaussée est facultative.
Le marquage qui complète le panneau C1a est réalisé conformément à la réglementation en vigueur.
Le panneau C1a peut être implanté en signalisation de position. Il doit être complété par un panonceau M3, M4 pour indiquer que le stationnement est aménagé pour une catégorie d’usagers, M6f, M9z portant l’inscription « Gratuit » et M10z portant le nom du parc de stationnement.
Le panneau C1a peut être implanté en présignalisation. Il doit alors être complété par un panonceau M1 ou M3. Il peut également être complété par un panonceau M4 pour indiquer que le stationnement est aménagé pour une catégorie d’usagers et M10z portant le nom du parc de stationnement.

Exemples d’utilisation du panneau C1a en agglomération
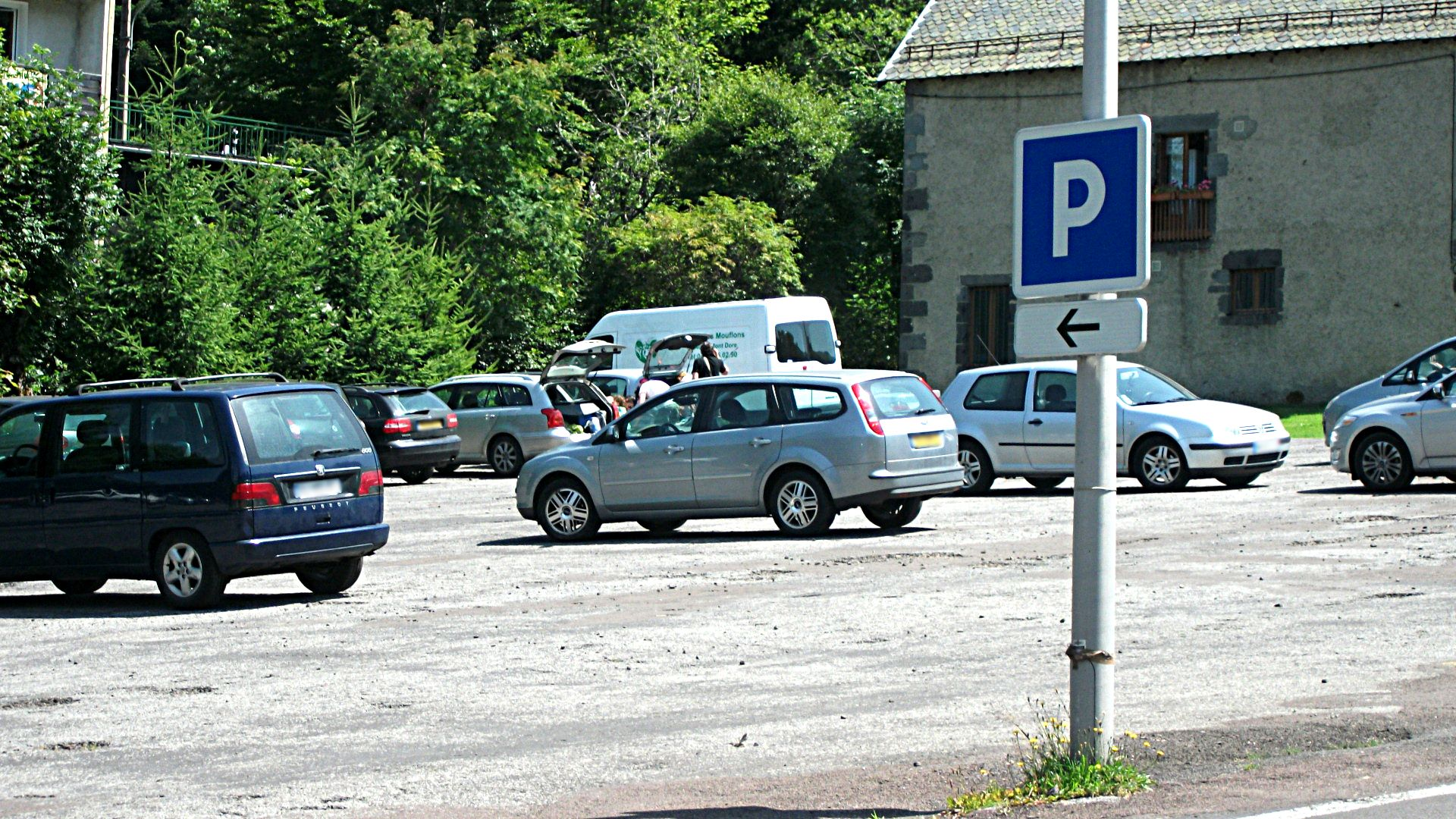
Panneau C1a avec un panonceau M3b indiquant la direction à suivre pour atteindre le parking gratuit.
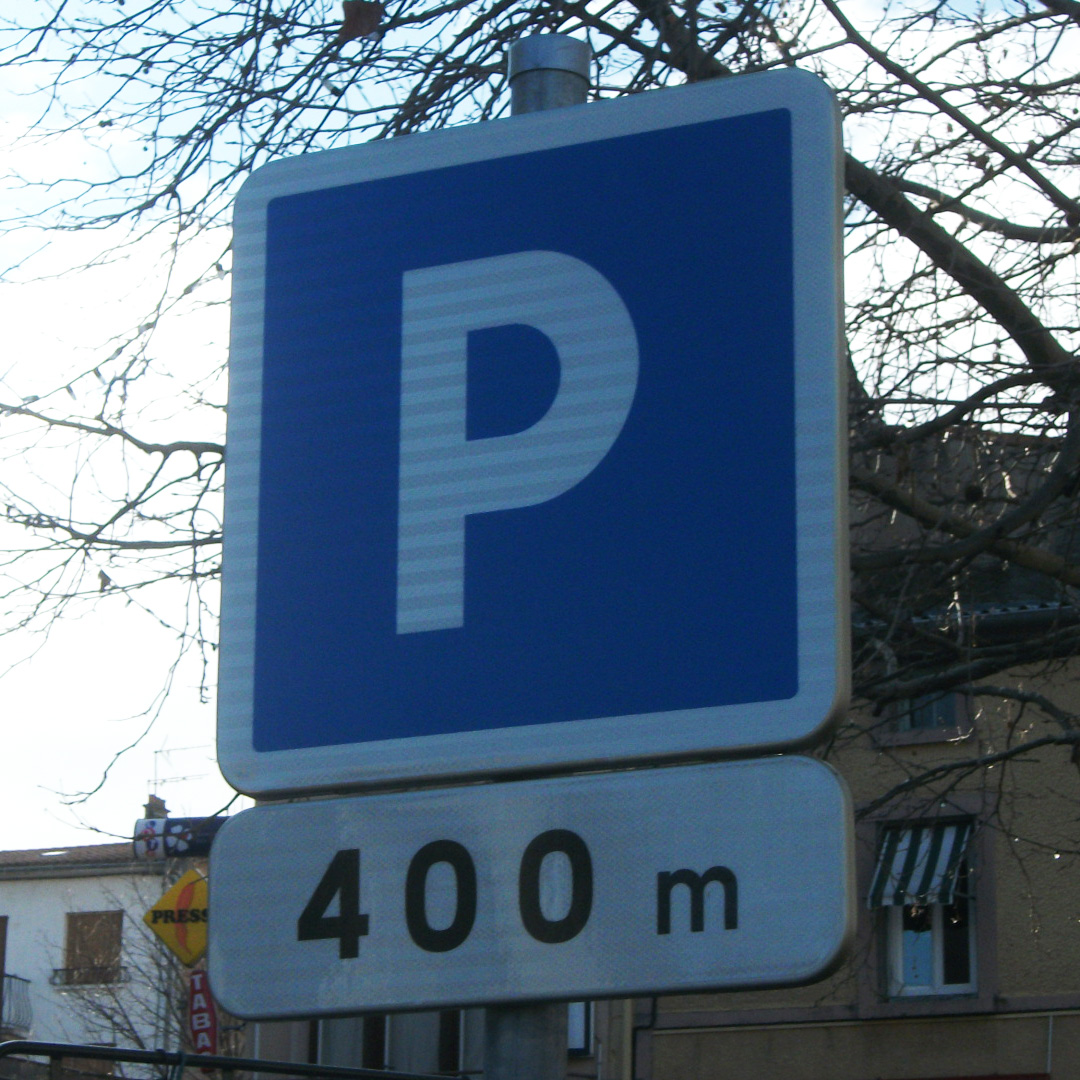
Implantation du panneau C1a en présignalisation.

### Points d’arrêts sur routes bidirectionnelles
Hors agglomération, la signalisation des points d’arrêt aménagés sur routes bidirectionnelles est obligatoire. Le panneau C1a doit être implanté en signalisation de position, à l’entrée du point d’arrêt. Il peut être implanté en présignalisation et doit alors être complété par le panonceau M1 d'indication de distance.
Si le point d'arrêt comporte un poste d'appel d'urgence non visible en approche, le panneau C1a, accompagné d'un panneau CE2a, doit être implanté en présignalisation. Cet ensemble doit être complété par un panonceau M1 d'indication de distance.

### Aire hors agglomération
La signalisation des aires d’arrêt sur routes bidirectionnelles est obligatoire. En signalisation de position, elle doit être réalisée dans les conditions suivantes :
- un panneau C1a seul doit être implanté si l'aire ne comporte pas de service ;
- un panneau C1a accompagné du panneau CE approprié doivent être implantés si l'aire comporte un seul service ;
- seuls les panneaux CE appropriés doivent être implantés si l'aire comporte deux services ou plus.

En présignalisation, les mêmes panneaux que ceux de la signalisation de position doivent être implantés, complétés par un panonceau M1 d'indication de distance.
La signalisation des aires annexes sur autoroutes et routes à chaussées séparées sans accès riverain est obligatoire. Elle doit être assurée au moyen des panneaux C1a et/ou de type CE, associés à un panneau de type D46 indiquant l'existence d'une aire annexe.

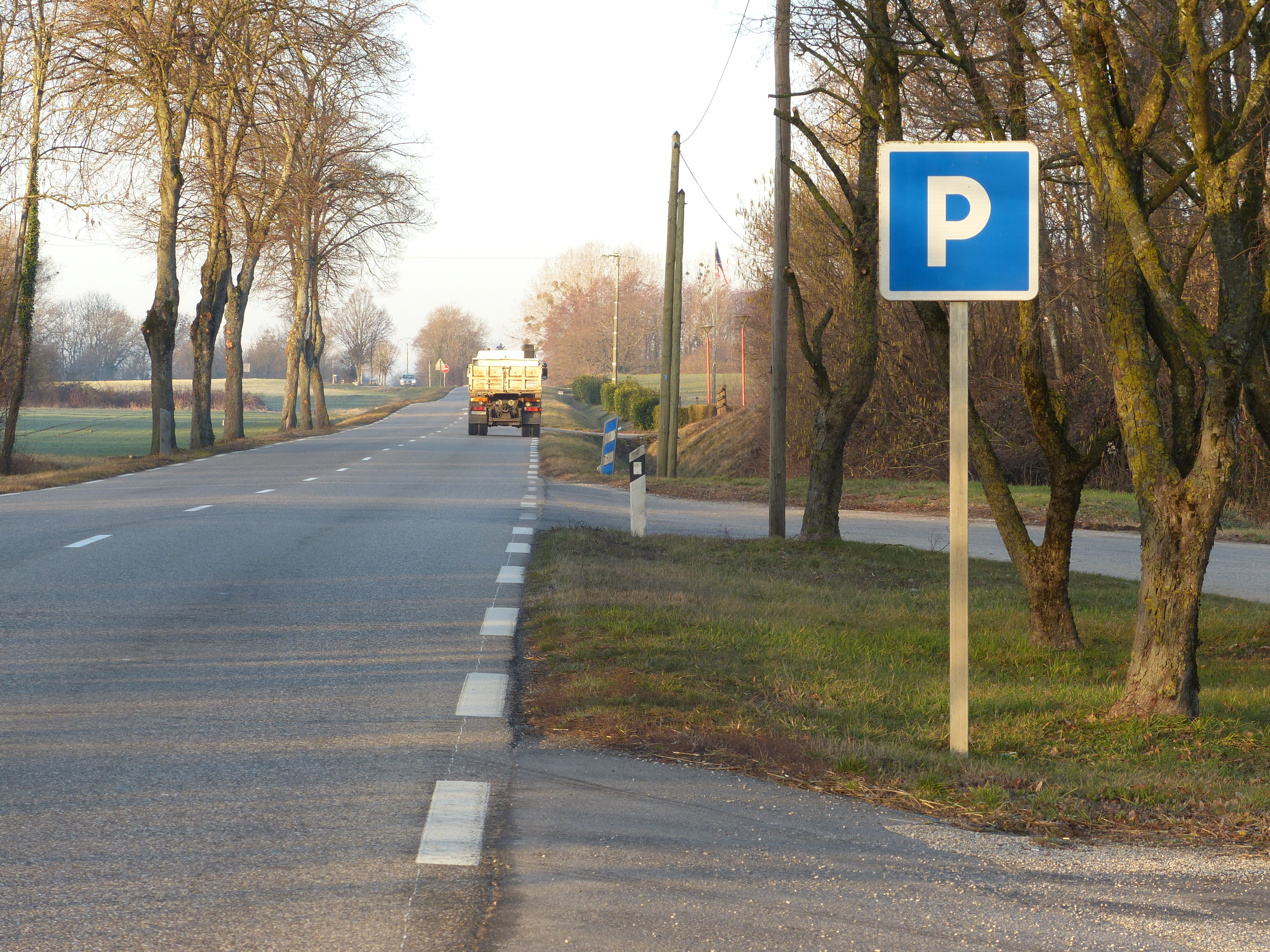
Panneau C1a signalant un simple parking au bord de la D 1005 en Haute-Savoie.
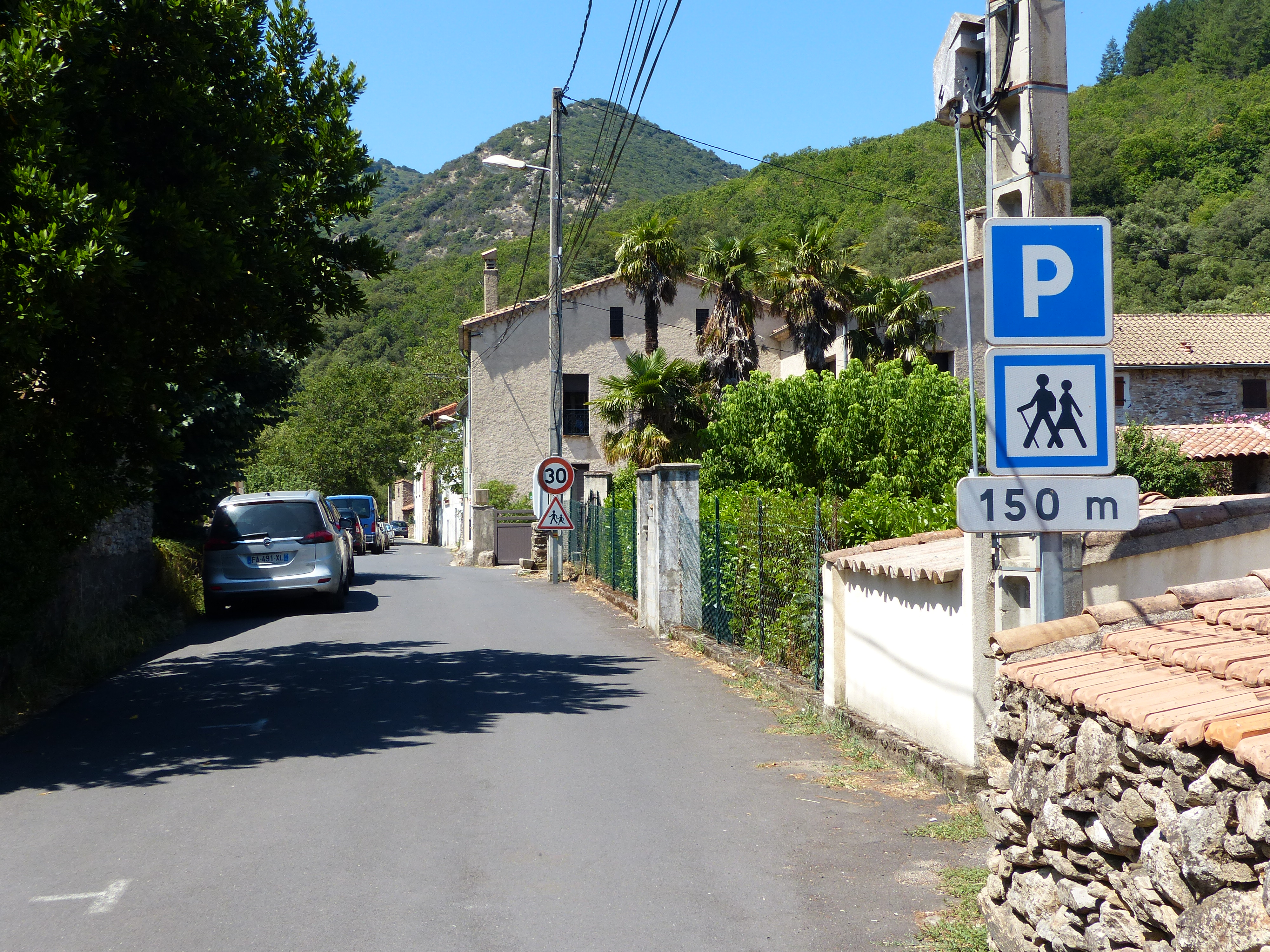
Panneaux C1a et CE6a signalant un parking avec accès à un itinéraire pédestre balisé.
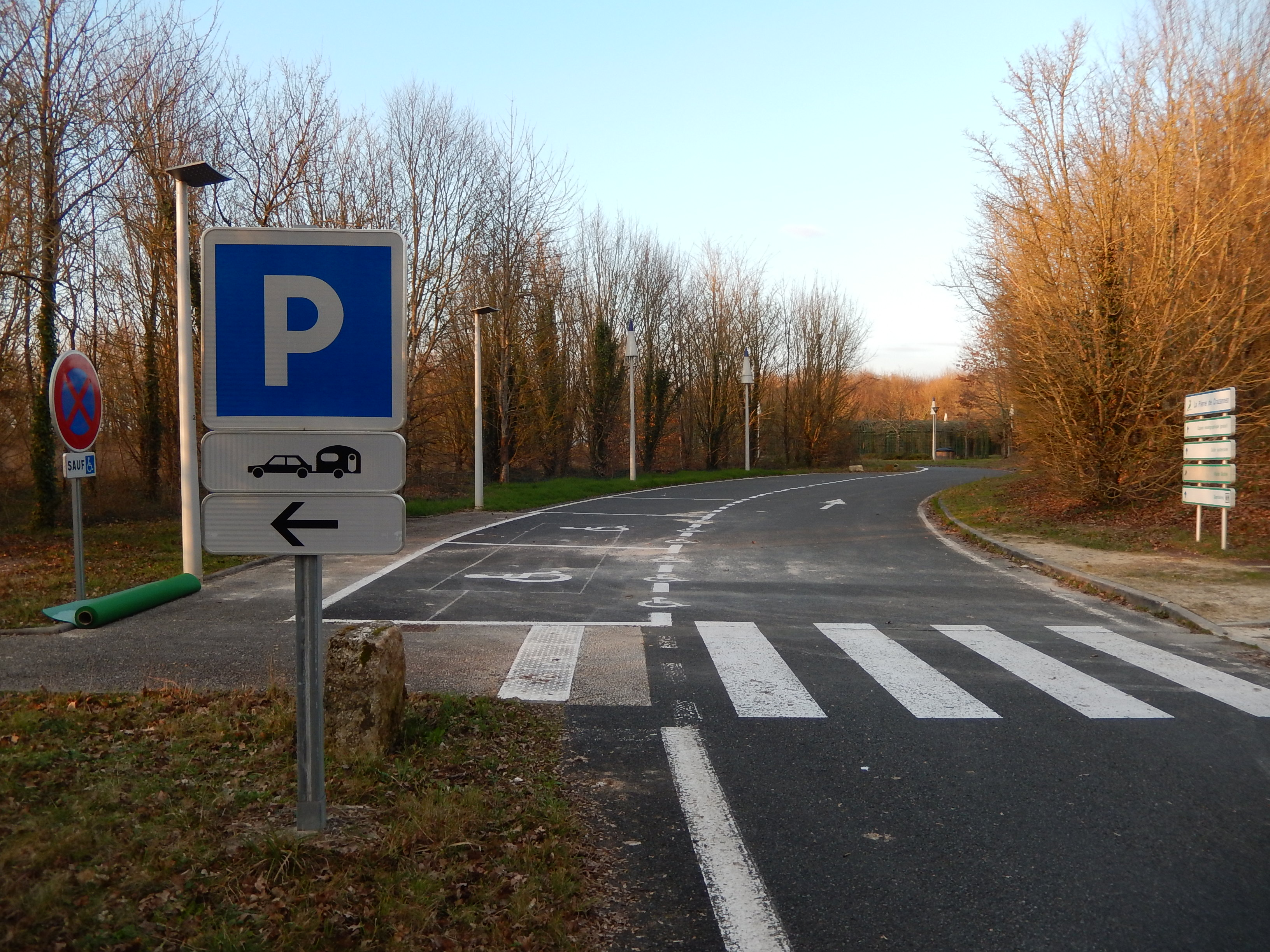
Panneau C1a et panonceaux Max et M3b2 signalant un parking pour caravanes à gauche.
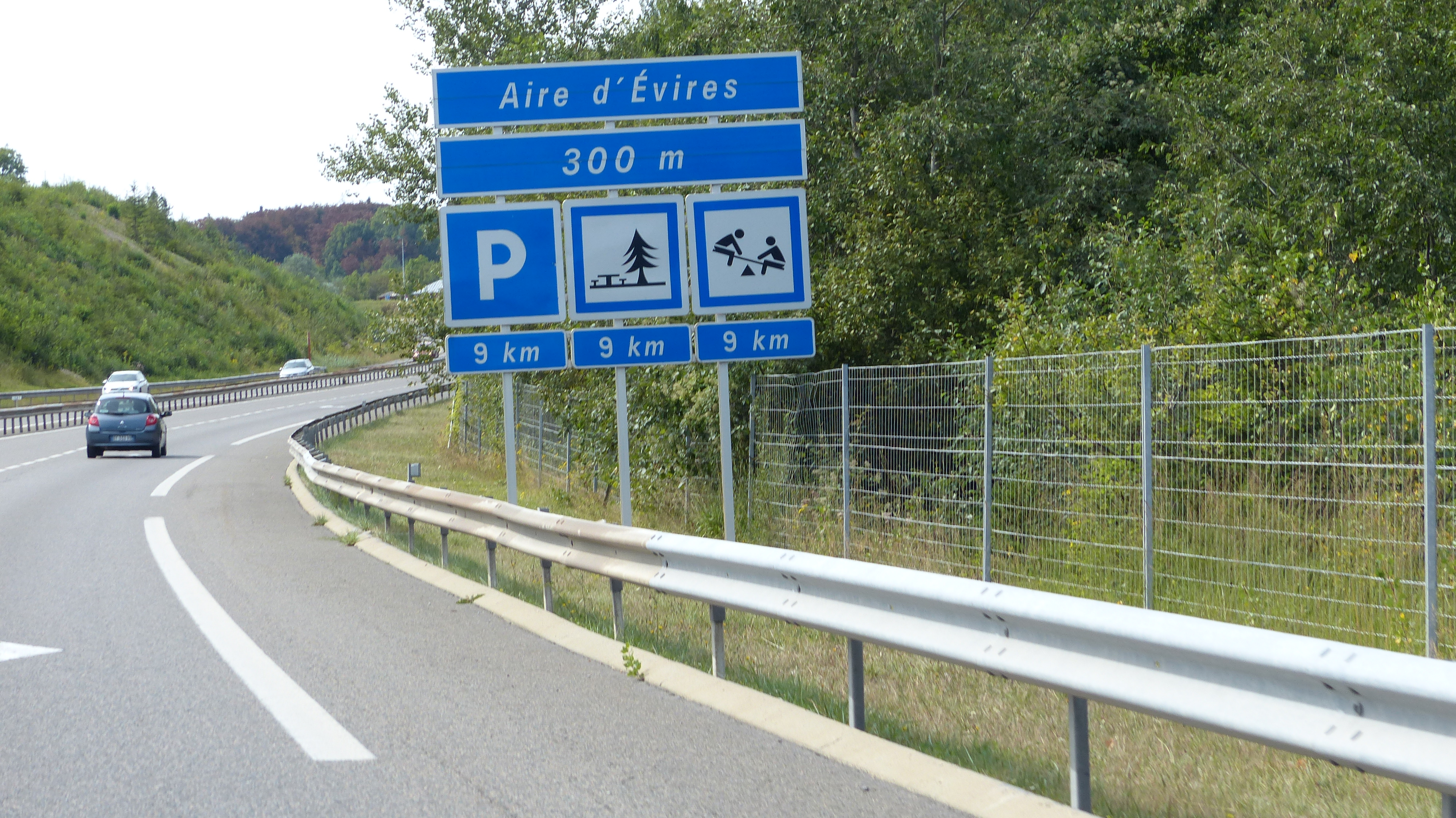
Panneaux D46a, C1a, CE7 et CE23 signalant une aire sur autoroute à 300 m.

## Caractéristiques
Il existe sept gammes de dimensions pour le panneau d'indication C1a, de forme carrée, contrairement aux autres familles de panneaux triangulaires, ronds ou le STOP qui en comprennent cinq. Les deux dimensions complémentaires sont les dimensions dites « supérieure » (1 200 mm de côté nominal) et « exceptionnelle » (1 500 mm de côté nominal).

## Implantation

### Distance latérale
Sauf contrainte de site, la distance entre l'aplomb de l'extrémité du panneau situé du côté de la chaussée et la rive voisine de cette extrémité ne doit pas être inférieure à 0,70 m.
En rase campagne, les panneaux sont placés en dehors de la zone située en bord de chaussée et traitée de telle façon que les usagers puissent y engager une manœuvre de redirection ou de freinage dite « zone de récupération », ou leur support au minimum à 2 m du bord voisin de la chaussée, à moins que des circonstances particulières s'y opposent (accotements étroits, présence d'une plantation, d'une piste cyclable, d'une voie ferrée, etc.).
En agglomération, les panneaux sont placés de manière à minimiser la gêne des piétons.
Le support d'un signal peut aussi être implanté sur une propriété riveraine ou ancré à une façade après accord du propriétaire ou par application si cela est possible en vertu du décret-loi du 30 octobre 1935 et du décret 57180 du 16 février 1957.

### Hauteur au-dessus du sol
En rase campagne, la hauteur réglementaire est fixée en principe à 1 m (si plusieurs panneaux sont placés sur le même support, cette hauteur est celle du panneau inférieur), hauteur assurant généralement la meilleure visibilité des panneaux frappés par les feux des véhicules. Elle peut être modifiée compte tenu des circonstances locales soit pour assurer une meilleure visibilité des panneaux, soit pour éviter qu'ils masquent la circulation.
En agglomération, lorsqu’il y a un éclairage public, les panneaux peuvent être placés à une hauteur allant jusqu'à 2,30 m pour tenir compte notamment des véhicules qui peuvent les masquer, ainsi que de la nécessité de ne gêner qu'au minimum la circulation des piétons.

### Position de la face
Le plan de face avant d'un panneau implanté sur accotement ou trottoir doit être légèrement incliné de 3 à 5° vers l'extérieur de la route afin d'éviter le phénomène de réflexion spéculaire qui peut, de nuit, rendre le panneau illisible pendant quelques secondes.

## Visibilité de nuit
Les panneaux et panonceaux de signalisation doivent être visibles et garder le même aspect de nuit comme de jour. Les signaux de danger sont tous rétroréfléchissants ou éventuellement dans certaines conditions définies ci-dessous, éclairés. Les revêtements rétroréfléchissants doivent avoir fait l'objet, soit d'une homologation, soit d'une autorisation d'emploi à titre expérimental. La rétroréflectorisation porte sur toute la surface des panneaux et panonceaux à l'exception des parties noires ou grises.

#### Arrêté du 24 novembre 1967 et Instruction Interministérielle sur la Signalisation Routière (versions actualisées)
- Arrêté du 24 novembre 1967 relatif à la signalisation des routes et autoroutes, 58 p. (lire en ligne)
- Instruction Interministérielle sur la Signalisation Routière 1re partie : Généralités, 58 p. (lire en ligne)
- Instruction Interministérielle sur la Signalisation Routière 5e partie : Signalisation d’indication, des services et de repérage, 45 p. (lire en ligne)

#### Histoire de la signalisation
- Marina Duhamel-Herz, Un demi-siècle de signalisation routière : naissance et évolution du panneau de signalisation routière en France, 1894-1946, Paris, Presses de l’École nationale des Ponts et Chaussées, décembre 1994, 151 p. (ISBN 2-85978-220-6)
- Marina Duhamel-Herz et Jacques Nouvier, La signalisation routière en France : de 1946 à nos jours, Paris, AMC Éditions, novembre 1998, 302 p. (ISBN 2-913220-01-0)